# Helastia ohauensis
Helastia ohauensis är en fjärilsart som beskrevs av Robin C. Craw 1987. Helastia ohauensis ingår i släktet Helastia och familjen mätare. Inga underarter finns listade i Catalogue of Life.